# زاواریتسکی
زاواریتسکی (انگلیسی: Zavaritski Caldera) یک کاسه آتشفشانی در جزایر کوریل کشور روسیه است.